# Jakub Kot
Jakub Kot (* 19. Januar 1990 in Limanowa) ist ein ehemaliger polnischer Skispringer.
Seine internationale Karriere begann Kot 2007 im FIS Cup, wo er innerhalb kürzester Zeit aufs Podium springen konnte. Ab Februar 2008 sprang er fest im Skisprung-Continental-Cup. Bei der Junioren-Weltmeisterschaft 2009 in Štrbské Pleso gewann er mit dem polnischen Team die Bronzemedaille im Teamspringen. Im gleichen Jahr platzierte er sich mit fünf gewonnenen Punkten auf dem 70. Platz der Gesamtwertung des Sommer-Grand-Prix. Zuvor hatte er bereits am 16. Januar 2009 sein Debüt im Skisprung-Weltcup gegeben und dabei auf seiner Heimschanze in Zakopane den 45. Platz erreicht. Bei der Polnischen Meisterschaft 2009 in Szczyrk gewann er Bronze mit dem Team. Am 30. und 31. Januar 2010 war er beim Skifliegen in Oberstdorf wieder im Weltcup aktiv. Im Einzel erreichte er dabei den 35. Platz. Mit der Mannschaft flog er auf den 7. Platz. Bei der Winter-Universiade 2011 im türkischen Erzurum errang er mit der polnischen Mannschaft Rang drei und damit die Bronzemedaille.
Inzwischen arbeitet Kot als Skisprungtrainer bei seinem Jugendverein AZS Zakopane, ist Präsident des dortigen Skisprungleistungszentrum und darüber hinaus TV-Experte sowie technischer Delegierter der FIS und des polnischen Skiverbandes PZN.
Sein jüngerer Bruder Maciej Kot ist ebenfalls Skispringer.